# Lani Pallister
Lani Pallister, född 6 juni 2002, är en australisk simmare. 

## Karriär
I juni 2022 vid VM i Budapest tog Pallister som 20-åring brons på 1 500 meter frisim efter ett lopp på personbästat 15.48,96. Det var hennes första medalj vid ett seniormästerskap. Vid samma mästerskap slutade Pallister på fjärde plats på 400 meter frisim, där hon endast var åtta hundradelar från en pallplats. Pallister erhöll även ett silver efter att simmat försöksheatet på 4×200 meter frisim där Australiens kapplag sedermera tog silver i finalen.
I december 2022 vid kortbane-VM i Melbourne tog Pallister fyra guld. Hon inledde med att ta sitt första VM-guld på 400 meter frisim på personbästat 3.55,04. Pallister tog sedan även guld på 800 meter frisim, där hon förbättrade sitt eget australiska rekord med över tre sekunder samt på 1 500 meter frisim, där hon noterade ett nytt mästerskaps- och oceaniskt rekord. Pallister var även en del av Australiens kapplag som tog guld och noterade ett nytt världsrekord på 4×200 meter frisim.

## Privatliv
Pallisters mor, simmaren Janelle Elford, tävlade vid olympiska sommarspelen 1988 och tog guld vid samväldesspelen 1990.